# Street Fighter EX 2
Street Fighter EX 2 est un jeu vidéo de combat en un contre un développé par Arika et édité par Capcom, publié le 12 mars 1998 sur système d'arcade ZN-2. C'est le tout premier titre sorti sur ce système d'arcade (quelques jours avant Star Gladiator 2), mais également le second opus et le troisième titre de la série Street Fighter EX,, elle-même sous-série de la légendaire franchise de jeux de combat Street Fighter.

## Description
Street Fighter EX 2 est le premier titre sorti sur ZN-2, et met à profit la puce sonore Qsound. Il constitue la suite directe de Street Fighter EX Plus sorti sur ZN-1. Cet opus suit la série des Street Fighter EX, tentative timide de Capcom de porter sa franchise phare sur un fonctionnement en 3D polygonale. EX est l'abréviation d'extrême.

## Système de jeu
Le jeu reprend le système de jeu Street Fighter EX, parmi lesquels le « Guard Break » (Brise-Garde) qui est imblocable, et « Super Canceling » qui permet d'arrêter un super combo en plein milieu, en en lançant un autre immédiatement. Outre ces fonctionnalités, EX2 apporte comme prime nouveauté le « Excel Combo » (Extra-Cancel), qui développe le Super Cancel du premier opus  en permettant pendant un court instant à un joueur d'enchainer les commandes de coups, basiques puis spéciaux l'un après l'autre. Il est cependant impossible de poursuivre un Excel Combo en commandant un coup basique après un coup spécial, ni de commander plusieurs fois de suite le même coup.

## Personnages
Tous les personnages sont sélectionnables, mais le boss & cachés doivent d'abord être débloqués.

### Principaux
- Ryu
- Ken Masters
- Chun-Li
- Zangief
- Guile
- Blanka
- Vega
- Hokuto Mizukami
- Doctrine Dark
- Cracker Jack
- Skullomania
- Sharon Dame
- Dhalsim
- Hayate
- Area
- Vulcano Rosso

### Cachés
- Nanase Mizukami
- Kairi Mizukami
- Shadowgeist

### Boss
- Garuda

## Divers
- Sharon Dame est représentée avec un fusil de précision sur plusieurs artworks de la version originale du jeu, mais n'utilise pas d'arme en combat. La seule attaque à l'aide de son fusil, lui est rajoutée dans le portage ultérieur du jeu, Street Fighter EX 2 Plus.
- Hayate est le premier personnage de la série EX à utiliser une arme blanche au combat. C'est le quatrième personnage de toute la franchise, après Geki (Street Fighter I), Vega (Street Fighter II), et Sodom (Street Fighter Alpha), doté de cette particularité.
- Street Fighter EX 2 est le tout premier titre de toute la franchise (l'opus initial exclu) dans lequel M.Bison n'est pas présent. Ceci est corrigé dans le portage ultérieur du jeu, mais est réédité dans la série Street Fighter III , dans laquelle le dictateur est présumé mort.